# Janet H. Beavin
Janet Helmick Beavin Bavelas (* 12. Februar 1940 in Portland, Oregon; † 12. Dezember 2022 in Victoria, Kanada) war eine kanadische Psychologin und Professorin.
Zusammen mit Paul Watzlawick und Don D. Jackson war sie Mitautorin des Buches Pragmatics of Human Communication. In diesem Buch werden grundsätzliche Erkenntnisse zwischenmenschlicher Kommunikation zu fünf metakognitiven Axiomen zusammengefasst.

## Werdegang
Beavin studierte an der Stanford University, wo sie 1961 mit dem akademischen Bachelor-Grad in Psychologie abschloss. Anschließend folgte im Jahr 1968 ein Master-Abschluss im Fach Communication Research. 1970 legte sie ihre Promotion im Fach Psychologie ab.
Ihr Forschungsinteresse war die Kommunikationspsychologie. Sie untersuchte unter anderem die grundlegenden Prozesse, welche beim persönlichen Kontakt stattfinden (sogenannte face-to-face-Kommunikation).
Beavin arbeitete von 1961 bis 1970 am Mental Research Institute im kalifornischen Palo Alto. Danach wechselte sie an die kanadische University of Victoria, wo sie – trotz Emeritierung im Jahr 2005 – weiterhin forschte und Vorlesungen hielt.
Sie war Elected Fellow of the Canadian Psychological Association (1980), der International Communication Association (1993) und der Royal Society of Canada (1995). 2012 erhielt sie den Steve de Shazer award der Solution Focused Brief Therapy Association. Außerdem war sie Mitglied des Editorial Boards von neun Fachzeitschriften.
Sie starb am 12. Dezember 2022 im Alter von 82 Jahren.

## Veröffentlichungen
Beavin war an vielen Fachartikeln beteiligt. Außerdem schrieb sie drei Bücher:
- Paul Watzlawick, Janet H. Beavin, Don D. Jackson: Menschliche Kommunikation. Formen, Störungen, Paradoxien. Huber, Bern 2000, ISBN 3-456-83457-8
- Bavelas, J. B. (1978):  Personality:  Current theory and research.  Monterey, Calif.:  Brooks/Cole.
- Bavelas, J. B., Black, A., Chovil, N., & Mullett, J. (1990):   Equivocal communication.  Newbury Park, CA:  Sage.